# La nena María Figueroa vestida de menina
La nena María Figueroa vestida de menina és una obra de 1901 del pintor valencià Joaquim Sorolla i Bastida pintada a l'oli sobre llenç amb unes dimensions de 151,5 × 121 cm. Actualment es conserva en el Museu del Prado de Madrid. El quadre, des de la seva creació, ha estat lligat a la família Figueroa i en col·leccions particulars. Va ser en 2001 que l'Estat, per dret de tempteig, la va adquirir per al Museu del Prado.
La nena que apareix en el quadre és filla de Rodrigo Figueroa i Torres, Duc de Tovar i amic personal de Sorolla, qui la retrata vestida com una menina del segle xvii. Sorolla empra una àmplia gamma de colors amb diferents tons de vermells, ocres, blancs i plates que recorden, i no solament per la temàtica del quadre, al gran mestre sevillà Diego Velázquez. No obstant això, en la seva factura, el retrat és d'un aclaparant avantguardisme, especialment per a la seva època, amb pinzellades lliures i soltes de gran plasticitat arribant a incloure en la composició la preparació del llenç que queda visible en moltes zones per la gran quantitat de dissolvent usat en algunes pinzellades.